# Van Horn (Teksas)
Van Horn – miasto w Stanach Zjednoczonych, w stanie Teksas, w  hrabstwie Culberson. W 2000 roku liczyło 2 435 mieszkańców.